# Adam Davies
Adam Rhys Davies, född 17 juli 1992, är en walesisk fotbollsmålvakt som spelar för Sheffield United.

## Klubbkarriär
Den 25 juni 2019 värvades Davies av Stoke City. Den 25 januari 2022 värvades Davies av Sheffield United, där han skrev på ett halvårskontrakt. I juli 2022 förlängde Davies sitt kontrakt med två år. I juli 2024 förlängde han återigen sitt kontrakt med två år.

## Landslagskarriär
Davies debuterade för Wales landslag den 20 mars 2019 i en 1–0-vinst över Trinidad och Tobago, där han blev inbytt i halvlek mot Danny Ward.